# Elattostachys palauensis
Elattostachys palauensis är en kinesträdsväxtart som beskrevs av Hosokawa. Elattostachys palauensis ingår i släktet Elattostachys och familjen kinesträdsväxter. Inga underarter finns listade i Catalogue of Life.